# 哈氏半海鯰
哈氏半海鯰為輻鰭魚綱鯰形目海鯰科的其中一種，分布於印度西太平洋區的泰國、越南、馬來西亞的半鹹水水域、海域，體長可達12公分，棲息在底中層水域，屬肉食性。

## 擴展閱讀
維基物種上的相關：哈氏半海鯰